# Företags samhällsansvar
Företags samhällsansvar (CSR, engelska Corporate Social Responsibility) kallas idén att företag ska ta ansvar för hur de påverkar samhället, ur såväl ett ekonomiskt, miljömässigt som socialt perspektiv. Även begreppet hållbarhet används allt flitigare för att dels tydliggöra vad man menar (se avsnitt om begreppsförvirring nedan) samt för att understryka att det ekonomiska ansvarstagandet (som är en del av hållbarhet men inte CSR) krävs för att företagets samhällsansvar ska vara långsiktigt och integrerat i affärsmodellen.
Historiskt sett har CSR setts som ett sätt att både ta ansvar och minimera risken för att oegentligheter ska förekomma i företag (en syn som återspeglas i bland annat EU-kommissionens definition av CSR). Idag ses CSR och hållbarhet i allt högre grad som något som även kan bidra till ökad lönsamhet då det kan ses som ett sätt att minska onödig förbrukning av såväl mänskliga, fysiska och ekonomiska resurser, och samtidigt optimera användningen av de resurser man förfogar över.
CSR kan mätas med ett hållbarhetsindex och ska av större företag redovisas enligt EU:s direktiv om företagens hållbarhetsrapportering – Corporate Sustainability Reporting Directive (CSRD).

## Samhällsansvarets tre delar
Ett företags samhällsansvar kan delas upp i tre delar; ekonomiskt ansvarstagande, miljömässigt ansvarstagande och socialt ansvarstagande. Ibland talar man även om etiskt ansvarstagande, en fjärde dimension, som handlar om de värderingar som styr företagets agerande samt de kontrollmekanismer som ska säkerställa att de efterlevs.

### Ekonomiskt ansvarstagande
Detta handlar främst om företags sätt att göra affärer vilket i första hand handlar om att säkerställa att man bedriver verksamheten på ett sätt som gör att den är lönsam. Om företaget inte är lönsamt blir det inte heller långsiktigt och kan därför inte bidra till att förbättra samhället. I andra hand handlar det om den etik företaget säger sig agera efter och hur detta efterlevs. Det gäller inte bara den egna affärsetiken (intern etik) men också hur man agerar i förhållande mot andra (extern etik) och vilka policys och riktlinjer man kräver att underleverantörerna ska följa. Detta kan röra sig om att de anställda hos underleverantörerna har drägliga arbetsförhållanden, rimliga arbetstider, att arbetsplatsen är säker trots farliga moment och att de har rätt att engagera sig fackligt. Det handlar dock också om produktansvar, dvs. att garantera att produkterna inte påverkar användarens hälsa negativt.

### Miljömässigt ansvarstagande
Detta handlar om att företaget agerar på ett sätt som är långsiktigt hållbart ur miljösynpunkt, både internt (val av råvaror och produktionsmetoder) som externt (verksamhetens direkta eller indirekta påverkan på omgivningen). Detta handlar om att säkerställa så att man främjar företaget, kundernas och underleverantörernas medvetenhet om hur vi påverkar miljön, att företaget utnyttjar resurser på ett effektivt och hållbart sätt, att produkterna inte är farliga och att de når konsumenterna på ett så miljövänligt sätt som möjligt samt hittar sätt att kompensera för det ekologiska fotavtryck, som kvarstår.

### Socialt ansvarstagande
Företagets sociala ansvarstagande kan delas upp i internt och externt socialt ansvarstagande. 
Det interna sociala ansvaret handlar om att säkerställa att de enskilda anställda har en bra arbetsmiljö ur både fysiska som psykologiska perspektiv. För att åstadkomma detta ansvarar företaget för att se till att det finns en hälsosam balans mellan olika kön, åldrar, etnicitet och religioner på arbetsplatsen (ett riktmärke är att blandningen bör spegla blandningen bland befolkningen i övrigt). Ingen grupp får känna sig diskriminerad eller utestängd på något sätt, vilket kan ske om man inte tar hänsyn till att olika personer talar olika språk, har olika seder eller att det förekommer funktionsnedsättning.
Det externa sociala ansvaret innefattar att se till att olika kundgrupper inte heller diskrimineras. Nuförtiden inbegriper det också att bidra till att de samhällen där företaget verkar förbättras på olika sätt. Detta kan manifesteras genom att exempelvis låta sina anställda volontera på arbetstid, att anställa ur grupper som diskrimineras på arbetsmarknaden (exempelvis människor med funktionsnedsättning) eller som har svårt att få jobb (exempelvis långtidsarbetslösa eller invandrare). Samhällsengagemanget tar sig ofta uttryck i konkreta åtgärder på varje enskild arbetsplats inom företaget och engagerar ofta personalen. 
Notera att satsningar på forskning eller att sponsring av en idrottsarena inte räknas som samhällsengagemang så vida det inte i det senare fallet också innebär att flera av de anställda är engagerade i idrottsföreningen på arbetstid. Inom området ryms dock olika typer av donationer till välgörande ändamål.

### Begreppsmodell
Notera att i modellen nedan ingår etiskt ansvarstagande som ett separat område även om det ska ses som något som influerar samtliga områden.
| Ekonomiskt ansvarstagande                 | Miljömässigt ansvarstagande | Socialt ansvarstagande | Etiskt ansvarstagande                                                                               |
| ----------------------------------------- | --- | --- | --------------------------------------------------------------------------------------------------- |
| - Lönsamhet - Avkastning till aktieägarna | - Klimatkompensation - Livscykelanalys - Resursanvändning (energi/vatten/råvaror) - Hälsosamma/giftfria produkter - Transporter | - Nöjda medarbetare (mental och fysiskt välbefinnande/balans mellan jobb och fritid) - Mångfald (alla olika aspekter) och jämställdhet - Samhällsengagemang - Donationer (pengar/tid/kunskap) - Katastrofhjälp | - Värderingar - Uppförandekod - Uppföljning (av uppförhandekod) - Produktansvar (kvalitet/innehåll) |

## Förvirring kring CSR-begreppet
Tyvärr råder en viss begreppsförvirring inom området, både på svenska och engelska. När man talar om CSR är det oklart om man menar hela spektrumet av ett företags ansvarsområde eller om man menar enbart på samhällsområdet (se engelsk begreppsmodell ovan) och därmed exkluderar miljömässigt och ekonomiskt ansvarstagande. Detta beror dels oklara definitioner av begreppet och på språkförbistring.

### Oklara definitioner
Det är tyvärr även vanligt att företag väljer att definiera en egen version av CSR som inte innehåller alla tre delar eller som ger de olika delarna andra etiketter. I Sverige har det exempelvis varit vanligt att företag definierat CSR-arbetet som något som främst handlat om att säkerställa goda arbetsförhållanden i leverantörskedjan i utlandet, inte något som berör anställda i Sverige. I USA har det tidigare funnits en uppfattning om att CSR framförallt handlar om filantropiska aktiviteter. Orsaken till detta är avsaknaden av konsensus kring begreppet "CSR", och därför något som riskerar urholka begreppet ännu mer. 

### Språkförbistring
Den svenska begreppsförvirringen beror delvis på att det engelska begreppet "social responsibility" borde översättas "samhällsansvar" snarare än "socialt ansvar" som det ofta nämns som, om man ska få med den fulla bredden i det ansvarstagande som avsetts från början när begreppet uppstod. "Social" på engelska kan nämligen ha två betydelser på svenska, både samhällelig och social (jfr "social studies" och "samhällsvetenskap"), en skillnad som ofta går förlorad i sammanhang där personer som inte har engelska som modersmål deltar i.
Försök att hantera språkförbistringen genom att omdefiniera CSR som Corporate Societal Responsibility har inte lyckats i någon särskilt stor utsträckning och i USA, där CSR-begreppet först börjande användas på 1960- och 1970-talet, går man mot en bredare användning av begreppen "Corporate Citizenship" eller "Corporate Responsibility" snarare än "CSR" på grund av begreppets koppling till socialt ansvar. Närsläktade begrepp är ESG - Environmental, Social, and Corporate Governance (som används framförallt inom finanssektorn) och CSV (Creating Shared Value) som lanserades av Michael Porter 2010 och som handlar om att ett långsiktigt värdeskapande i företag endast kan ske om företaget samtidigt skapar värde för sin omgivning.

### "Hållbarhet" ersätter "CSR"
De senaste åren verkar dock som om flera internationella företag väljer att tala om hållbarhet ("sustainability" på engelska).

## Historik
Företag har i alla tider tagit ansvar i samhället och för de anställda. Under 1900-talets andra hälft gjorde dock företagens ökade specialisering i kombination med en växande offentlig sektor att ansvarstagandet för samhället och de anställda utöver att ge dem lön kom att ses som något som låg utanför företagens huvudsakliga ansvar, vilket istället definierades som att ge maximal avkastning till aktieägarna på såväl kort som lång sikt. 
I slutet av 1990-talet har ansvaret debatteras flitigt och ökat intresse från konsumenter har bidragit till att utvecklingen vänt och idag handlar diskussionen mer om hur företag åter kan optimera aktieägarnytta med samhällsnytta, för bådas bästa.
Enligt flera undersökningar förväntar sig idag allt fler kunder och anställda att företag ska ta större ansvar i samhället än att bara generera vinst. 

## Kritik
Idén att företag har skyldigheter utöver att följa lagen och generera vinst har kritiserats, framför allt av liberaler inom neoklassisk nationalekonomi som ekonomipristagaren Milton Friedman som 1970 skrev essän "The Social Responsibility of Business is to Increase its Profits". Han menade att företag tar sitt ansvar genom att producera efterfrågade varor och tjänster och tillhandahålla arbetstillfällen, samt att samhällsnyttan maximeras när företagens vinst maximeras. Även från vänster hörs dock kritik mot CSR eftersom CSR riskerar att rikta fokus bort från kritik som riktats mot multinationella företag och bort från behov att lagstifta.

## Uppföljningssystem
För att hjälpa företag följa upp sitt arbete inom området har det utvecklats flera olika uppföljningsystem, som i olika utsträckning kan användas som verktyg för att öka insikterna om den egna organisationens påverkan. Några av systemen

### ISO 26000
ISO 26000 är en ISO-standard som agerar som global vägledning inom Företagens sociala ansvarstagande (CSR) och Socialt ansvarstagande (SR). Standarden har tagits fram av 99 länder och 42 internationella organisationer under ledning av SIS, Swedish Standards Institute, tillsammans med ABNT, Brazilian Association of Technical Standards. Standarden publicerades i slutet av 2010. ISO 26000 ska inte vara en kravstandard, utan en vägledande standard med rekommendationer, och kommer därmed inte vara certifierbar. 

### Global Reporting Initiative
Global Reporting Initiative (GRI) är en standard för att redovisa företagens resultat när det gäller det sociala ansvarstagandet och miljöansvaret. Standarden används i hållbarhetsredovisningar, som både kan vara en del av företagens årsredovisningar och en fristående rapport. Det finns riktlinjer för hur en hållbarhetsredovisning ska utformas. 